# Staicele
Staicele wymowaⓘ – miasto w północnej Łotwie.